# 25 tháng 8
Ngày 25 tháng 8 là ngày thứ 237 (238 trong năm nhuận) trong lịch Gregory. Còn 128 ngày trong năm.

## Sự kiện
- 896 – Do Lý Mậu Trinh đem binh uy hiếp kinh sư Trường An, Đường Chiêu Tông chạy sang bờ bắc sông Vị, Lý Mậu Trinh sau đó tiến vào Trường An và cho đốt các cung điện cùng thị tứ.
- 1609 – Galileo Galilei trưng bày chiếc kính viễn vọng đầu tiên của mình trước những nhà lập pháp Venice.
- 1667 – Khang Hy Đế chính thức thân chính, song quyền lực thực tế vẫn do Ngao Bái khống chế.
- 1758 – Chiến tranh Bảy năm: Nhà vua nước Phổ Friedrich II Đại Đế chạm trán với quân Nga trong trận đánh khốc liệt tại Zorndorf.
- 1825 – Uruguay tuyên bố độc lập từ Brasil.
- 1883 – Hòa ước Quý Mùi, 1883, được ký ở kinh thành Huế giữa Pháp và triều đình nhà Nguyễn
- 1944 – Paris được quân Đồng Minh giải phóng khỏi quân Đức Quốc xã
- 1945 – Cách mạng tháng Tám: thành công tại Sài Gòn, tại Huế Bảo Đại đọc chiếu thoái vị kết thúc nhà Nguyễn.

## Sinh
- 1442 – Lê Thánh Tông, hoàng đế thứ năm của nhà Hậu Lê (m. 1497)
- 1530 – Ivan IV, Nga hoàng (m. 1584)
- 1723 – La Sơn phu tử Nguyễn Thiếp, danh sĩ cuối đời Hậu Lê và Tây Sơn (m. 1804)
- 1841 – Emil Theodor Kocher, nhà nghiên cứu Y khoa người Thụy Sĩ, được nhận giải Nobel (m. 1917)
- 1911 – Võ Nguyên Giáp, chính trị gia, Đại tướng, Tổng tư lệnh Quân đội Nhân dân Việt Nam (m. 2013)
- 1916 – Đào Văn Trường, Đại tá, Phó tổng Tham mưu trưởng Quân đội nhân dân Việt Nam.
- 1931 – Regis Philbin, nhà truyền thông truyền hình người Mỹ.
- 1947 – Nguyễn Trọng Tạo, nhà thơ, nhạc sĩ, nhà báo, họa sĩ Việt Nam.
- 1961 – Billy Ray Cyrus, ca sĩ, nhạc sĩ, diễn viên, nhà sản xuất phim
- 1964 – Maxim Kontsevich, nhà toán học người Nga, Huy chương Fields 1998
- 1976 – Alexander Skarsgård, nam diễn viên người Thuỵ Điển.
- 1987 – Lưu Diệc Phi, nữ diễn viên người Hoa.
- 1987 – Blake Lively, nữ diễn viên người Mỹ.
- 1995 – Ong Seong Wu, nam ca sĩ người Hàn.

## Mất
- 79 – Pliny Già, triết gia và chỉ huy quân đội người La Mã, thiệt mạng trong vụ phun trào núi lửa Vesuvius (s. 23)
- 1776 – David Hume, triết gia, nhà kinh tế học và nhà sử học Scotland (s. 1711)
- 1822 – William Herschel, nhà thiên văn học Anh gốc Đức (s. 1738)
- 1845 – Antoine Risso, nhà tự nhiên học người Pháp (s. 1777)
- 1867 – Michael Faraday, nhà vật lý và hóa học người Anh
- 1908 – Henri Becquerel, nhà vật lý người Pháp
- 1963 – Quách Thị Trang, một Phật tử, nữ sinh Sài Gòn, bị cảnh sát Việt Nam Cộng hòa bắn chết (s. 1948)
- 1969 – Harry Hammond Hess, nhà địa chất học đã đưa ra học thuyết tách giãn đáy đại dương (s. 1906)

## Những ngày lễ và kỷ niệm
- Quốc khánh Uruguay[1].